# Smilax verrucosa
Smilax verrucosa är en enhjärtbladig växtart som beskrevs av August Heinrich Rudolf Grisebach. Smilax verrucosa ingår i släktet Smilax och familjen Smilacaceae. Inga underarter finns listade.